# Deniz Özerman
Deniz Özerman (Adalia, 9 maggio 1969) è un'attrice turca, nota per aver interpretato il ruolo di Fitnat Atasoy nella serie Mr. Wrong - Lezioni d'amore (Bay Yanlış).

## Biografia
Deniz Özerman è nata il 9 maggio 1969 ad Adalia (Turchia), fin da piccola ha mostrato un'inclinazione per la recitazione.

## Carriera
Deniz Özerman nel 1987 è entrata a far parte del teatro Sentinella, dove ha iniziato la sua vita artistica con lo spettacolo I'm Selling Istanbul. Nel 1988 ha fatto la sua prima apparizione cinematografica nel film Istanbul'u satiyorum!. Ad esso sono seguite altre partecipazioni in film come nel 1999 in Sen Hiç Atesböcegi Gördün Mü?, nel 2003 in Bana Bir Seyhler Oluyor, nel 2005 in Organize Isler, nel 2007 in Küçük hanimin soförü,nel 2008 in O... Çocuklari, nel 2009 in Yahsi Bati, nel 2010 in Denizden Gelen e in Pak Panter, nel 2013 in Hititya Madalyonun Sirri, nel 2015 in Çalsin Sazlar, in Il mercato non si tocca (Çarsi Pazar), in Mu Tiya Mu the Mysterious Melody, in Can Tertip e in Öyle ya da Böyle, nel 2016 in Çetin Ceviz 2, nel 2017 in 4N1K e in Olmaz Böyle Sey, nel 2018 in 4N1K 2 e in Baba bi buçuk, nel 2019 in Mucize 2: Ask e nel 2020 in Aile Hükümeti. Oltre ad aver recitato nei film, nel 1995 ha preso parte alla serie Bir Demet Tiyatro. Ad essa sono seguite altre partecipazioni in serie come nel 2004 in Camdan pabuçlar, nel 2005 in Ask oyunu, nel 2007 in Sevgili dünürüm, nel 2010 in Yerden Yüksek, nel 2011 in Yildiz Masali, nel 2012 in Köstebekgiller, nel 2013 in Sana Bir Sir Verecegim, nel 2016 in Tatli intikam, nel 2017 in Bir Deli Sevda e nel 2020 in Mr. Wrong - Lezioni d'amore (Bay Yanlış). Oltre ad aver recitato in serie televisive, ha preso parte anche in film televisivi come nel 1995 in Otogargara, nel 2016 in Cetin Ceviz e nel 2019 in Anamiz Var 2.

## Filmografia

### Cinema
- Istanbul'u satiyorum!, regia di Ferhan Sensoy (1988)
- Sen Hiç Atesböcegi Gördün Mü?, regia di Yılmaz Erdoğan (1999)
- Bana Bir Seyhler Oluyor, regia di Yılmaz Erdoğan (2003)
- Organize Isler, regia di Yılmaz Erdoğan (2005)
- Küçük hanimin soförü, regia di Sabri Saydam (2007)
- O... Çocuklari, regia di Murat Saraçoglu (2008)
- Yahsi Bati, regia di Ömer Faruk Sorak (2009)
- Denizden Gelen, regia di Nesli Çölgeçen (2010)
- Pak Panter, regia di Murat Aslan (2010)
- Hititya Madalyonun Sirri, regia di Cengiz Deveci e Ulas Cihan Simsek (2013)
- Çalsin Sazlar, regia di Nesli Çölgeçen (2015)
- Il mercato non si tocca (Çarsi Pazar), regia di Muharrem Gulmez (2015)
- Mu Tiya Mu the Mysterious Melody, regia di Ulas Cihan Simsek (2015)
- Can Tertip, regia di Burak Kuka (2015)
- Öyle ya da Böyle, regia di Alper Kaya e Gökçin Dokumaci (2015)
- Çetin Ceviz 2, regia di Emre Kavuk e Ömer Faruk Yardimci (2016)
- 4N1K, regia di Deniz Coskun (2017)
- Olmaz Böyle Sey, regia di Aydin Bulut (2017)
- 4N1K 2, regia di Murat Onbul (2018)
- Baba bi buçuk, regia di Deniz Denizciler e Ferda Gelendost (2018)
- Mucize 2: Ask, regia di Mahsun Kirmizigül (2019)
- Aile Hükümeti, regia di Burak Demirdelen (2020)

### Televisione
- Bir Demet Tiyatro – serie TV, 23 episodi (1995)
- Otogargara, regia di Turgay Kantürk e Adnan S. Kantoglu – film TV (1995)
- Camdan pabuçlar – serie TV (2004)
- Ask oyunu – serie TV, 11 episodi (2005)
- Sevgili dünürüm – serie TV (2007)
- Yerden Yüksek – serie TV (2010)
- Yildiz Masali – serie TV (2011)
- Köstebekgiller – serie TV (2012)
- Sana Bir Sır Vereceğim – serie TV, 3 episodi (2013)
- Sweet Revenge (Tatli intikam) – serie TV, 3 episodi (2016)
- Cetin Ceviz, regia di Ömer Faruk Yardimci – film TV (2016)
- Bir Deli Sevda – serie TV (2017)
- Anamiz Var 2, regia di Hasan Dogan – film TV (2019)
- Mr. Wrong - Lezioni d'amore (Bay Yanlış) – serie TV, 14 episodi (2020)

## Doppiatrici italiane
Nelle versioni in italiano dei suoi film e delle sue serie TV, Deniz Özerman è stata doppiata da:
- Michela Alborghetti[14] in Mr. Wrong - Lezioni d'amore[15]